# Alde Swarte
Alde Swarte – wiatrak w miejscowości Easterlittens, w gminie Littenseradeel, w prowincji Fryzja, w Holandii. Młyn powstał w XVII w. Był restaurowany w latach 1969 i 1981. Ma on jedno piętro. Jego śmigła mają rozpiętość 10,40 m. Wiatrak służył głównie do pompowania wody za pomocą śruby Archimedesa.